# Gortynodes holophaea
Gortynodes holophaea är en fjärilsart som beskrevs av George Thomas Bethune-Baker 1911. Gortynodes holophaea ingår i släktet Gortynodes och familjen nattflyn. Inga underarter finns listade i Catalogue of Life.